# Claudio Feola
Claudio Giovanni Feola Paz (1 de junio de 1962) es un militar retirado uruguayo, que se desempeñó como Comandante en Jefe del Ejército Nacional de Uruguay desde el 8 de abril de 2019 hasta el 2 de marzo de 2020. Tras asumir el cargo, se negó a repudiar los crímenes cometidos durante la dictadura cívico-militar de Uruguay entre 1973 y 1985. Tras alegar desconocer si los hechos habían sido reales o no, sus declaraciones fueron calificadas de "cobardes y atorrantes" por el periodista Gabriel Pereyra, ante lo cual Feola presentó una denuncia penal por difamación en nombre de todo el Ejército Nacional, y que resultó archivada. Feola renunció a su cargo el 2 de marzo de 2020.